# 布朗达
布朗达（法語：Blandas）是法国加尔省的一个市镇，位于该省西部，属于勒维冈区。该市镇总面积37.46平方公里，2009年时的人口为128人。

## 人口
布朗达人口变化图示

## 闻名的地方
- 布朗达还以其独特的巨石遗址而闻名。它被列入联合国教科文组织世界遗产“Causses和Cévennes，地中海农牧文化景观”[2]